# Quercus emoryi
Quercus emoryi — вид рослин з родини букових (Fagaceae); поширений у Мексиці й на півдні США.

## Опис

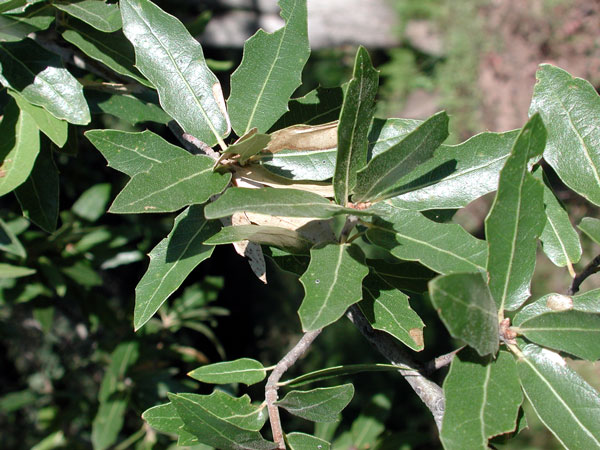
листки

Дерево або кущ, вічнозелений, до 15 м, але в основному 2–5 м. Кора темно-сіра, товста, глибоко борозна. Гілочки стрункі, червонувато-коричневі, жорсткі, запушені в молодому віці, з непомітними білуватими сочевичками. Листки вузько-довгасті, іноді зворотно-яйцюваті або яйцюваті, товсті, жорсткі, шкірясті, 2.5–6 × 1–2 см; основа субсерцеподібна до усіченої, рідше тупа, рідко округло асиметрична; верхівка гостра або тупа; край плоский, цілий або з 1–5 парами дрібних зубів; верх блискучий, голий або з кількоми трихомами, особливо біля основи середньої жилки; низ менш блискучий, без волосся або з пазухами пучків з волосками і залозистими трихомами; ніжка запушена, 3–7 мм. Тичинкові сережки завдовжки 1–3 см, 1–2-квіткові; маточкові суцвіття запушені, дуже короткі, з самотньою квіткою. Жолуді однорічні, поодинокі, сидячі або на короткій ніжці до 2 мм; горіх від еліпсоїдної до довгастої форми, 10–18 × 6–10 мм, від голих до запушених, особливо на верхівці; чашечка чашкоподібна, висотою 5–7.5 мм × шириною 7–12 мм, вкриває 1/4–1/2 горіха, поверхні запушені.
Період цвітіння: квітень — травень. Період плодоношення: червень — вересень.

## Поширення й екологія
Поширений у Мексиці й на півдні США (Нью-Мексико, Аризона, Техас).
Населяє населяє такі ліси, як сосново-дубові, вічнозелені мадреї та відкриті дубові ліси, а також внутрішні чапаралі, напівпустельні луки та савани; росте на висотах 1000–2800 м.

## Використання
Жолуді є цінною їжею для великої рогатої худоби, чорнохвостих і білохвостих оленів, а також для багатьох видів птахів та дрібних ссавців. Використовується для дров, стовпів для огорожі, будівельних матеріалів і рідко для меблів, оскільки деревина є крупнозернистою і міцною, але крихкою. В Аризоні цей вид є одним з найважливіших джерел дров. Жолуді дуба солодкі, їстівні та збираються для комерційних ринків у деяких районах. Борошно, виготовлене з жолудів, змішують із пшеничним борошном і переробляють у хлібобулочні вироби в Мексиці. Домашня худоба також безпечно споживає жолуді.